# Robert Boos
Robert Anton Boos (ur. 1899, zm. ?) – zbrodniarz nazistowski, członek załogi niemieckiego obozu koncentracyjnego Dachau i SS-Oberscharführer.
Członek NSDAP (od maja 1933) i Waffen-SS. Od 1 marca 1940 do 30 lipca 1941 pełnił służbę w obozie głównym Dachau jako strażnik. Następnie od 1 sierpnia 1941 do 2 maja 1945 był sierżantem w drugiej kompanii wartowniczej w Dachau. W procesie załogi Dachau (US vs. Robert Boos i inni), który miał miejsce w dniach 14–15 stycznia 1947 przed amerykańskim Trybunałem Wojskowym w Dachau skazany został na 2,5 roku pozbawienia wolności.